# مقتل محسن فكري
محسن فكري (سبتمبر 1985 - 28 أكتوبر 2016)، شاب مغربي، تداولت وسائل الإعلام حادثة مقتله طحناً في شاحنة نفايات، بعدما قام رجال الشرطة برمي أسماكه في شاحنة نفايات بحجة أن السمك الذي صاده ممنوع بيعه، ما دفع الشاب إلى إلقاء نفسه في الشاحنة احتجاجا على مصادرة سلعته.

## عن حياته
ولد في مدينة إمزورن عام 1985 في المغرب وهو ينتمي لأسرة من الطبقة المتوسطة، والده كان يعمل لسنوات بمجال التعليم والتدريس، وهو الابن السادس من بين 8 أشقاء.
بحسب موقع «أخبارنا المغربية» انقطع محسن عن الدراسة في السنة الأولى من التعليم الثانوي، حيث كان يدرس بإحدى ثانويات «إمزورن»، وعمل مساعداً لأحد تجار المدينة في مجال تجارة السلع والمواد الغذائية، بعد ذلك قرر الالتحاق بمعهد تكنولوجيا الصيد البحري بالحسيمة، ليحصل على دبلوم بحار.

## الحادثة
تعود وقائع الحادثة إلى يوم الجمعة 28 أكتوبر 2016 بعدما صادرت السلطات المحلية داخل ميناء مدينة الحسيمة المغربية سلعة الشاب، محسن فكري، بحجة أن السمك الذي كان يبيعه ممنوع صيده، وبعدما صادرت السلطات سلعته ورمت السمك في شاحنة الأزبال، وكخطوة احتجاجية صعد الشهيد محسن ورفاقه إلى شاحنة الأزبال لمنع عملية إتلاف السلعة، لكن حسب شهود عيان فإن ممثل السلطة المسؤول عن العملية أعطى تعليمات بتشغيل آلة الطحن بالرغم من علمه لوجود الشباب هناك، وقد تمكن أصدقاء محسن فكري من القفز والنجاة من الموت، إلا أنه لم يتمكن من ذلك لأنه كان ممدداً داخل الآلة التي سحقته بسرعة كبيرة ولقي مصرعه في الحال أمام أعين ممثل السلطة الذي لم يحرّك ساكنا.

## ردود الفعل بعد الحادثة

### الميدانية

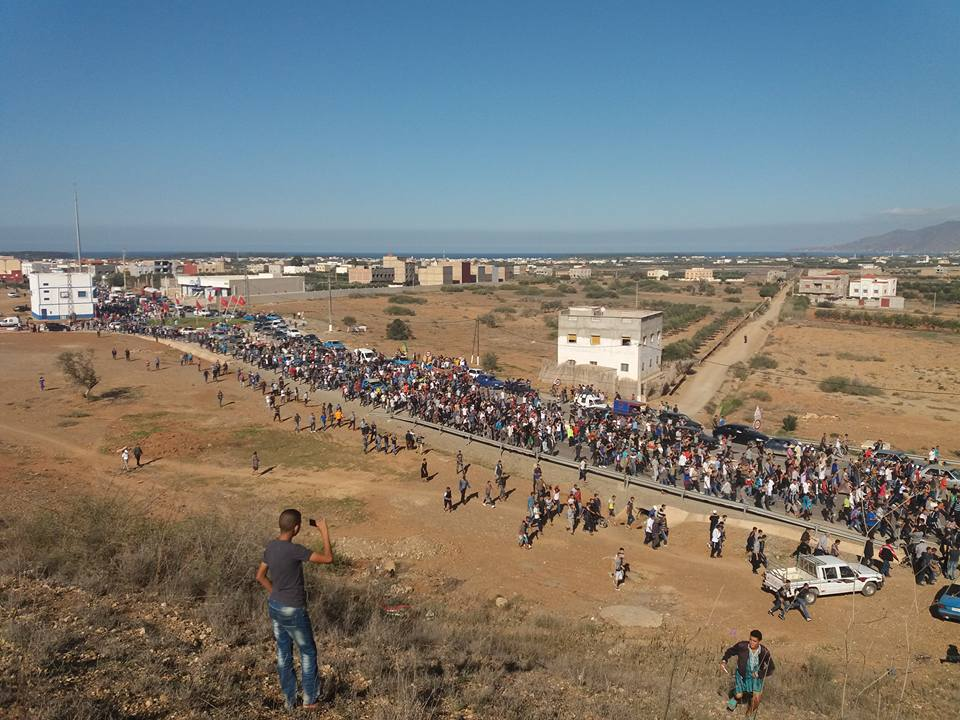
جنازة محسن فكري فإمزورن

- خروج مظاهرات في المغرب تضامنا مع أسرة الشاب، ومطالبة بفتح تحقيق. طالب المتظاهرون بالكرامة ونددوا باحتقار المواطن المغربي، كما طالبوا بالكف عن سياسة الامتيازات غير القانونية.[4]
- أصدر الملك محمد السادس تعليمات صارمة وجادة وواضحة لوزير الداخلية محمد حصاد “لا تسامح مع أي مسؤول عن وفاة محسن فكري”، بائع السمك الذي ارتمى في شاحنة بعدما تمت مصادرة بضاعته بالحسيمة.[5]
- تعزية عدة وزراء منهم رئيس الحكومة عبد الإله بن كيران لعائلة محسن.

### تويتر
أطلق مغردون في موقع تويتر هاشتاغات كثيرة منها هاشتاغ #طحن_مو #كلنا_محسن و #كلنا_محسن_فكري وعبروا فيه عن حزنهم لما حدث للشاب.

### تضامن الفنانين المغاربة مع الحادثة
تضامن عدة فنانين مغاربة مع الحادثة مثل نعمان لحلو، إدريس الروخ، أسماء المنور، ليلى الحديوي، لبنى أبيضار والدوزي وغيرهم وعبّروا عن حزنهم وتضامنهم مع عائلة الشاب.

### الحراك الشعبي
فشل التحقيق في مقتل محسن فكري كان من بين الأسباب التي أدّت إلى الحراك الشعبي الذي شهدته مدينة الحسيمة ومدن أخرى في المغرب.

## إجراءات التحقيق
في يوم 1 نوفمبر 2016 ألقت السلطات المغربية القبض على 11 شخص على صلة بقضية مقتل بائع السمك، محسن فكري، مطحونا في شاحنة نفايات.

## سباق الأخبار
وقد جاء محسن فكري كشخصية الأسبوع، وذلك ضمن برنامج جديد لقناة الجزيرة اسمه سباق الأخبار الذي يختار بين الشخصيات الأكثر تأثيرا وتناولا في الإعلام.
وحصل محسن فكري على 88 في المائة من تصويت مشاهدي الجزيرة على منابرها الإعلامية، حيث بلغت نسبة التصويت أكثر من 60000 وهي نسبة كبيرة.